# Ромсат
РОМСАТ — міжнародна компанія із головним офісом у Києві. Спеціалізується на багатопрофільній проектній дистрибуції телекомунікаційного та телевізійного обладнання, систем безпеки (відеоспостереження, СКУД, охоронна та пожежна сигналізації) та звуку, конгрес та конференц систем, вимірювального обладнання та кабельної продукції, побутової електроніки та програмного забезпечення від провідних світових брендів на території України, а також Грузії та Болгарії. Заснована у 1994 році Віктором Мазуром та партнерами — випускниками РФФ КНУ імені Тараса Шевченка. Перший продукт — власна розробка супутникового тюнера DVB-S, його виробництво та дистриб'юція. За двадцять п'ять років РОМСАТ пройшов шлях від невеликого колективу однодумців до команди професіоналів зі штатом понад 150 осіб, одного з лідерів ринку телекомунікаційних технологій в Україні. Входить у групу компаній РОМСАТ.
Компанія має власний бренд в сегменті побутової техніки та електроніки — ТМ ROMSAT. Продукти ROMSAT — телевізори, цифрові ефірні тюнери DVB-T2 та ефірні антени.

## Історія— 25 років

### 1994
Заснування компанії «Ромсат». Розробка та запуск у виробництво власної моделі супутникового приймача.

### 1995—1998
Початок дистрибуції обладнання супутникового прийому Echostarта Pace. Відкриття напрямку обладнання для кабельного ТБ. Дистрибуція обладнання кабельного телебачення WISI, IKUSI, Trilogyта Promax. Розгортання першої в Українісупутникової мережі доставки контенту для телеканалу СТБ. Започаткування  програми навчальних семінарів для операторів кабельного ТБ. Впровадження першої в Україні гібридної оптико-коаксіальної (HFC) системи для мережі IVK, м. Київ. Початок дистрибуції та комплексної інтеграції обладнання Harmonicinc. Будівництво «під ключ» мережі кабельного ТБ для Харківської дирекції Укртелекому. Формування проектного відділу. Проектування та шеф-монтаж розгортання кабельнохї мережі ТРК «Надія», м. Донецьк. Проектування та будівництво мережі приймальних супутникових станцій для ДП «Укркосмос».

### 1999—2003
Дистрибуція оптичного кабелю Corning та компонентів волоконно-оптичних ліній зв'язку. Реєстрація та випуск професійного журналу для ринку кабельного ТБ «Telesweet». Формування відділу аудіо-відео обладнання та систем безпеки. Впровадження систем передачі даних через мережі кабельного ТБ. Дистрибуція DOCSIS обладнання Motorola. Впровадження технологій цифрового ТБ. Початок дистрибуції обладнання TandbergTelevision. Організація метрологічного забезпечення обладнання PROMAX. Сертифікація обладнання, акредитація сервісного та калібровочного центру. Відкриття напрямку активного мережевого обладнання. РОМСАТ займає призове місце в конкурсі ЄБРР з бізнес-проектом на будівництво мережі КТБ в м. Харкові.

### 2004—2005
РОМСАТ бере активну участь в забезпеченні роботи Євробачення-2005, за що отримує відзнаку НТКУ. Компанію визнано кращим дистрибутором супутникових приймачів SAMSUNG в Європі та кращим дистрибутором мережевого обладнання Edgcore в світі.

### 2006—2007
Дистрибуція вимірювального та телевізійного передавального обладнання. Підписання партнерського контракту з Rhode&Schwarz. Відкриття нового сервіс-центру в м. Києві. 2008—2010 Формування технологічних рішень для інтернет-телетрансляцій. Трансляція матчів ФК «Севастополь».

### 2011—2014
Відкриття представництва в Грузії. РОМСАТ здійснює будівництво національної мережі цифрового телебачення DVB-T2 в якості генерального відрядника оператора мережі компанії «Зеонбуд». Розробка, підготовка до виробництва та дистрибуція  абонентських приймачів та CAM-модулів для мережі DVB-T2. Впровадження OTT-проекту Smart-TV для компанії ВОЛЯ в партнерстві з компаніями: Envivio, Verimatrix, Anivia, Minervaта Enton. Відкриття представництва РОМСАТ в Болгарії. РОМСАТ 20 років на ринку. За цей час нам вдалося пройти тернистий шлях від невеликого колективу однодумців до команди професіоналів зі штатом понад 150 осіб. Своїм зростанням ми зобов'язані успішній стратегії розвитку, яка багато в чому залежить від зваженої диверсифікації бізнесу та постійного пошуку нових напрямів.

### 2015—2016
Впровадження автоматизованої системи випробування радіообладнання в рамках «Реалізації програм допомоги Європейського Союзу» для Укрметртестстандарт (УкрЦСМ); оснащення станції мобільного радіоконтролю аналізатором спектру реального часу R&S для УДЦР; інтеграція безкарткової CAS Verimatrix для супутникового мовлення медіагрупи 1+1; поставка мережевого обладнання Edge-Core лідеру експрес-доставки «Нова Пошта»; поставка систем відеоспостреження в мережу супермаркетів «Сільпо» та систем звуку до ресторанів McDonald's; проект відеоспостереження на 500 камер в Грузії для готелю ORBI Batumi та впровадження проекту головної станції цифрового мовлення в форматі DVB-C у Азербайджані для Special State Protection Service. В кінці 2016 року вивели на ринок України телевізор під власним брендом — ROMSAT 4K UltraHD, який став лідером галузі у своєму ціновому сегменті.

### 2017—2019

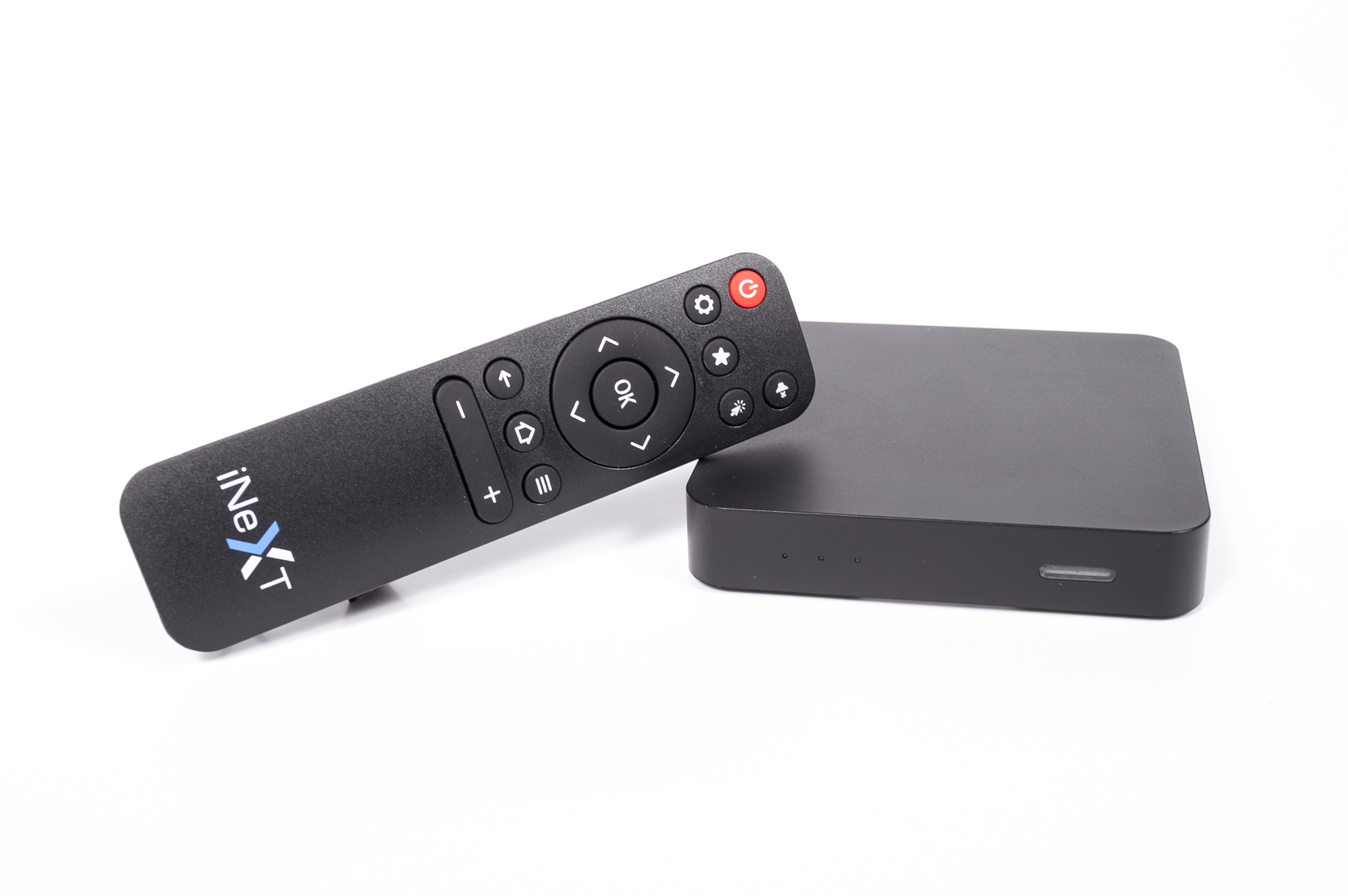
Медіаплєр inext 4K2

Ативний розвиток напряму побутової техніки та електроніки. Випуск нових моделей телевізорів та ефірних телетюнерів DVB-T2. Для посилення позиції в сегменті медіаплеєрів РОМСАТ інвестує у розробника сет-топ боксів inext. Підписуємо котракти із медіагрупами про постачання супутникових тюнерів. Впроваджуємо світову технологію CAS від Verimatrix по захисту контенту у наші пристрої. Успішно впроваджуємо радіочастотну безлунну камеру для УкрТЕСТ. Виходимо на світову арену — презентуємо медіаплеєри inext на міжнародній виставці CABSAT 2019 (Дубай). Розвиває напрямок благодійності — допомога дитбудинку «Світанок» та дитсадку «Ялинка». Допомагаємо розвивати науку — подарували вимірювальне обладнання для лабораторії функціональної електроніки кафедри квантової радіофізики при РФФ КНУ імені Тараса Шевченка. Готуємось до святкування 25-річниці.

## Нагороди
- Компанія «РОМСАТ» отримала подяку від благодійного фонду «Підтримай армію України» за допомогу нашим військовим.[10]
- РОМСАТ відзначено високою оцінкою Edge-Core — Outstanding Partner Awards[11]
- Найкращі партнери BOSCH 2018.[12]
- ROMSAT серед найкращих — Telecom Awards 2018